# Make Me Wanna Scream
„Make Me Wanna Scream” este un cântec R&B al interepretei americane Blu Cantrell. Piesa a fost lansată ca cel de-al șaselea disc single al artistei, fiind inclus pe albumul Bittersweet. „Make Me Wanna Scream” a obținut locul 6 în clasamentul din România, devenind cel de-al doilea hit de top 10 al artistei în această țară.

## Clasamente
| Clasament               | Poziția maximă | Referință |
| ----------------------- | -------------- | --------- |
| Austria Singles Chart   | 68             | [ 3 ]     |
| Australia Singles Chart | 62             | [ 4 ]     |
| Ireland Singles Chart   | 33             | [ 3 ]     |
| Germany Singles Chart   | 58             | [ 3 ]     |
| Romanian Singles Chart  | 6              | [ 2 ]     |
| Swiss Singles Chart     | 60             | [ 3 ]     |
| UK Singles Chart        | 24             | [ 3 ]     |